# No Mercy 2005
No Mercy 2005 è stata l'ottava edizione dell'omonimo evento in pay-per-view prodotto dalla World Wrestling Entertainment. L'evento, esclusivo del roster di SmackDown!, si svolse il 9 ottobre 2005 presso il Toyota Center di Houston.

## Storyline
Nella puntata di SmackDown! del 16 settembre Palmer Cannon annunciò che Eddie Guerrero era diventato lo sfidante al World Heavyweight Championship di Batista. Durante un match contro gli MNM, Guerrero colpì Batista con una sedia e, di fronte all'arbitro, fece credere che era stato Mercury a colpire Batista. In questo modo Batista non capì se Eddie era dalla sua parte o no. Venne poi sancito un match titolato tra i due per No Mercy, con Batista che non era ancora sicuro dell'onestà di Guerrero.
Il 24 luglio, a The Great American Bash, la Legion of Doom sconfissero gli MNM conquistando il WWE Tag Team Championship. Dopo che gli MNM coinvolsero anche la loro manager Melina e i Legion of Doom Christy Hemme, fu annunciato che le due fazioni insieme alle due ragazze si sarebbero affrontati a No Mercy.
Booker T, Christian e Orlando Jordan pretesero un match contro Chris Benoit per lo United States Championship, il General Manager di SmackDown! Theodore Long annunciò che il campione Benoit avrebbe potuto scegliere il suo avversario. Dopo che Jordan sconfisse sia Booker T che Christian, Benoit dichiarò di voler affrontare tutti e tre a No Mercy con in palio il suo titolo degli Stati Uniti.
Il 21 agosto, a SummerSlam, Randy Orton sconfisse The Undertaker grazie all'intervento del padre Bob Orton il quale, mascherato da semplice fan, distrasse Undertaker. Nella puntata di SmackDown! del 16 settembre The Undertaker sconfisse Randy Orton. Durante il match, Bob Orton portò sullo stage un truck portante una bara. Quando The Undertaker la aprì vi trovò un manichino raffigurante sé stesso. Nonostante la distrazione, però, Undertaker vinse lo stesso il match. La settimana dopo The Undertaker sfidò Randy e suo padre Bob Orton in un Casket match per No Mercy.
In una puntata di SmackDown! precedente a No Mercy, Bobby Lashley fece il suo debutto sconfiggendo Simon Dean. Venne dunque sancita la rivincita tra i due per No Mercy, con Lashley che avrebbe fatto il suo esordio in pay-per-view.
Il 4 ottobre, a Velocity, Juventud vinse una Battle Royal che comprendeva anche Brian Kendrick, Funaki, Paul London, Psicosis, Scotty 2 Hotty e Super Crazy, diventando lo sfidante al Cruiserweight Championship di Nunzio a No Mercy. Un match titolato tra i due venne dunque sancito.
Nella puntata di SmackDown! precedente a No Mercy, Mr. Kennedy interferì nel match tra Hardcore Holly e Sylvain Grenier favorendo quest'ultimo alla vittoria finale. Un match tra Kennedy e Holly venne sancito per No Mercy e, come nel caso di Lashley, si trattò del debutto di Kennedy in pay-per-view.

## Evento
Prima della messa in onda dell'evento, William Regal e Paul Burchill sconfissero Paul London e Brian Kendrick a Sunday Night Heat.

### Match preliminari
Il primo match dell'evento vide i  la Legion of Doom (detentori del WWE Tag Team Champions) e Christy Hemme affrontare gli MNM. Dopo un match prevalentemente dominato dagli MNM, Animal e Christy eseguirono la Doomsday Device su Melina. Christy schienò Melina per vincere il match per il proprio team.
Il match successivo fu tra Bobby Lashley e Simon Dean. Dopo appena due minuti, Lashley eseguì la Dominator su Dean per poi schienarlo e vincere il match.
Il terzo match fu il Fatal 4-Way match valevole per lo United States Championship tra il campione Chris Benoit e gli sfidanti Booker T, Christian e Orlando Jordan. Il match iniziò con Jordan che attaccò Benoit e Christian che attaccò Booker. Dopo aver colpito sia Christian che Jordan con una double clothesline, Booker iniziò a dominare il match. In seguito, Christian trascinò Booker all'esterno del ring e lo lanciò contro dei gradoni d'acciaio, mentre Benoit rientrò sul quadrato e applicò la Crippler Crossface su Jordan. Christian se ne accorse e ruppe la presa di Benoit su Jordan. Dopo essere rientrato sul ring, Booker gettò Benoit e Christian fuori dal quadrato per poi colpire Jordan con una spinebuster. Successivamente, Booker eseguì lo Scissors Kick su Jordan, ma Christian e Benoit risalirono sul ring per interrompere lo schienamento. Nel finale, dopo che Booker e Jordan caddero simultaneamente all'esterno del quadrato, Benoit applicò la Sharpshooter su Christian e lo forzò alla resa per vincere il match e mantenere il titolo.
Il match seguente fu tra Mr. Kennedy e Hardcore Holly. Kennedy dominò gran parte dell'incontro applicando varie prese di sottomissione al braccio sinistro di Holly. Nel finale, Kennedy eseguì il Green Bay Plunge dalla terza corda del ring su Holly per poi schienarlo e vincere il match.
Il quinto match fu tra JBL e Rey Mysterio. Durante il match, Mysterio sfruttò la propria agilità per portarsi in vantaggio nei confronti di JBL. In seguito, JBL riuscì a portarsi in vantaggio dopo aver lanciato Mysterio contro dei gradoni d'acciaio. JBL eseguì poi una fallaway slam dalla terza corda del ring su Mysterio per poi eseguirne un'altra all'esterno del ring. Successivamente, Mysterio contrattaccò eseguendo una Tornado DDT e un Bronco Buster su JBL. Dopo aver eseguito un moonsault dalla terza corda, Mysterio colpì JBL con la 619 per poi tentare la West Coast Pop, ma JBL schivò la manovra e colpì Mysterio con la Clothesline from Hell per poi schienarlo e vincere il match.

### Match principali
Il match che seguì vide Randy Orton e Bob Orton affrontare The Undertaker in un 2-on-1 Handicap Casket match. Durante il match, The Undertaker gettò Bob all'interno della bara per poi focalizzarsi su Randy. In seguito, Bob uscì dalla bara, ma fu attaccato da The Undertaker, che tentò di colpirlo con la Old School. Randy accorse poi in aiuto di suo padre e i due eseguirono un double superplex dalla terza corda su The Undertaker. Più avanti, The Undertaker spezzò il dominio di Bob e Randy eseguendo su entrambi una double DDT per poi lanciare Bob dentro la bara. Dopo un batti e ribatti tra The Undertaker e Randy, il Deadman colpì Randy alla schiena con una sedia d'acciaio, facendo cadere anch'esso all'interno della bara. The Undertaker tentò poi di chiudere la bara, ma Randy e Bob contrattaccarono. Nel finale, The Undertaker eseguì la Last Ride su Randy per poi collocarlo all'interno della bara insieme a suo padre ma, mentre The Undertaker stava aprendo la bara, Bob spruzzò un estintore sul viso del Deadman. Randy colpì poi The Undertaker con una sedia e lo rinchiuse all'interno della bara per vincere il match. Al termine del match, Bob e Randy chiusero la bara con un lucchetto per poi colpirla ripetutamente con un'ascia e bruciarla dopo averci versato sopra della benzina.
Il settimo match fu quello per il Cruiserweight Championship tra il campione Nunzio e lo sfidante Juventud. Dopo un batti e ribatti tra i due, Juventud eseguì un sit-out scoop slam piledriver su Nunzio per poi schienarlo e conquistare il titolo.
Il main event fu il match per il World Heavyweight Championship tra il campione Batista e lo sfidante Eddie Guerrero. Durante il match, Batista sfruttò la propria potenza per portarsi in vantaggio nei confronti di Guerrero. In seguito, Guerrero iniziò a controllare la contesa per poi eseguire la Frog Splash su Batista e schienarlo. Tuttavia, Batista si liberò dallo schienamento dopo un conteggio di due. Dopodiché, Guerrero colpì Batista con una DDT per poi attaccarlo principalmente alla schiena. Batista riuscì poi a contrattaccare eseguendo un back body drop e una Spear su Guerrero. Dopo aver eseguito la Spinebuster su Guerrero, Batista iniziò ad accusare un forte dolore alla schiena per gli attacchi ricevuti in precedenza. Guerrero ne approfittò e colpì Batista con i Three Amigos per poi tentare un'altra Frog Splash, però il campione schivò la manovra e Guerrero finì con lo schiantarsi sulla superficie del ring. Nel finale, Batista eseguì la Spinebuster su Guerrero per poi schienarlo e mantenere il titolo. Al termine del match, Batista e Guerrero si strinsero la mano in segno di reciproco rispetto.

## Risultati
| #    | Incontri                                                                          | Stipulazioni                                               | Durata |
| ---- | --------------------------------------------------------------------------------- | ---------------------------------------------------------- | ------ |
| Heat | Paul Burchill e William Regal hanno sconfitto Brian Kendrick e Paul London        | Tag team match                                             | —      |
| 1    | Animal, Heidenreich e Christy Hemme hanno sconfitto MNM e Melina                  | Six-person mixed tag team match                            | 06:28  |
| 2    | Bobby Lashley ha sconfitto Simon Dean                                             | Single match                                               | 01:55  |
| 3    | Chris Benoit (c) ha sconfitto Booker T (con Sharmell), Christian e Orlando Jordan | Fatal four-way match per il WWE United States Championship | 10:22  |
| 4    | Mr. Kennedy ha sconfitto Hardcore Holly                                           | Single match                                               | 08:49  |
| 5    | JBL (con Jillian Hall) ha sconfitto Rey Mysterio                                  | Single match                                               | 13:24  |
| 6    | Bob Orton e Randy Orton hanno sconfitto The Undertaker                            | Two-on-one handicap casket match                           | 19:16  |
| 7    | Juventud (con Psicosis e Super Crazy) ha sconfitto Nunzio (c) (con Vito)          | Single match per il WWE Cruiserweight Championship         | 06:38  |
| 8    | Batista (c) ha sconfitto Eddie Guerrero                                           | Single match per il World Heavyweight Championship         | 18:40  |